# Кочетков, Денис Евгеньевич
Денис Евгеньевич Кочетков (род. 27 марта 1980, Свердловск) — российский хоккеист, нападающий.

## Биография
Воспитанник свердловского хоккея. Начинал играть в екатеринбургских командах низших лиг СКА (1996/97), РТИ (1996/97 — 1997/98), «Динамо-Энергия-2» (1997/98 — 2000/01), «Кедр» Новоуральск (1998/99 — 1999/2000). Выступал за команду «Динамо-Энергия» в высшей лиге (1998/99, 2001/02) и Суперлиге (1999/2000 — 2000/01). Провёл три сезона в командах высшей лиги «Мостовик» / «Зауралье» Курган (2002/03 — 2003/04) и «Мечел» Челябинск (2003/04 — 2004/05). Играл в Суперлиге за «Нефтехимик» Нижнекамск (2004/05 — один матч), «Молот-Прикамье» Пермь (2005/06), «Сибирь» Новосибирск (2005/06 — 2007/08). В сезоне 2008/09 КХЛ выступал за «Северсталь», «Нефтехимик» и «Барыс». Сезон 2009/10 начал в команде чемпионата Белоруссии «Гомель», затем перешёл в клуб КХЛ «Динамо» Минск. Летом 2010 года появилась информация, что Кочетков получит гражданство Белоруссии, чтобы выступать за сборную. В сезоне 2010/11 играл также за белорусские клубы «Юность-Минск» и «Шахтёр» Солигорск, 6 декабря перешёл в клуб КХЛ «Торпедо» Нижний Новгород. В августе 2011 года перешёл в украинский «Донбасс», в составе которого отыграл два сезона в КХЛ.
Выступал за «Кубань» Краснодар (2013/14, ВХЛ), «Юность-Минск» (2014), «Ермак» Ангарск (2015, ВХЛ). В сезонах 2015/16 — 2016/17 играл за «Донбасс» в чемпионате Украины.
Завершив карьеру, работал детским тренером в Москве, Зеленограде, Химках.
Перед сезоном 2021/22 возобновил карьеру, став играющим тренером в команде украинской Суперлиги «Альтаир» (Дружковка). Затем — игрок швейцарских клубов низших дивизионов «Лис» (2022/23), «Сарин-Фрибур» (2023/24), «Трамлан» (с 2024/25).

## Достижения
- Победитель хоккейного турнира зимней Универсиады 2003
- Обладатель Кубка Шпенглера 2009
- Обладатель Континентального Кубка 2012/13
- Чемпион Украины (2015/16, 2016/17)
- Лучший игрок чемпионата Украины (2015/16)